# Armitage III – Dual Matrix
Armitage III – Dual Matrix (jap. アミテージ・ザ・サード DUAL-MATRIX, Amitēji za sādo DUAL-MATRIX) ist ein Science-Fiction-Anime aus dem Jahr 2002. Es ist die Fortsetzung der OVA-Serie Armitage III (1994) und dessen Umsetzung als Kinofassung Armitage III – Poly Matrix (1997).

## Handlung
Armitage III – Dual Matrix spielt etwa fünf Jahre nach den Ereignissen aus Armitage III, dessen Geschichte mit der Rückkehr auf den Mars und Naomis Schwangerschaft endete.
3rd Generation Gynoid Naomi Armitage und Cyborg Ross Sylibus sind verheiratet und haben eine Tochter, Yoko.
Auf der Erde findet ein Aufstand von Robotern statt, der brutal niedergeschlagen wird, und Naomi findet heraus, dass dies eine Vertuschungsaktion ist, denn die Firma, der das Kraftwerk gehört, versucht, weitere Gynoide der dritten Generation zu entwickeln.

## Produktion und Veröffentlichung
Der Film wurde 2002 unter der Regie von Katsuhito Akiyama, Makoto Bessho und Takuya Nonaka von AIC produziert. Nobuhito Sue war künstlerischer Leiter und Hiroyuki Ochi entwarf das Charakterdesign. Die Musik wurde komponiert von Julian Mack. Die Premiere war am 22. März 2002 in Japan.
Es folgten Übersetzungen ins Englische, Französische, Spanische und Russische. Eine deutsche Fassung erschien 2004 bei SPVision auf DVD.

## Synchronisation
| Rolle          | Japanische Stimme (Seiyū) | deutscher Sprecher  |
| -------------- | ------------------------- | ------------------- |
| Naomi Armitage | Ryōka Yuzuki              | Veronika Neugebauer |
| Ross Sylibus   | Hikaru Hanada             | Benjamin Völz       |
| Minaho Ichiki  | Hiroaki Ishikawa          |                     |
| Chris          |                           | Dirk Meyer          |